# ユリア・プチンツェワ
ユリア・プチンツェワ（Yulia Putintseva, ロシア語: Юлия Путинцева, 1995年1月7日 - ）は、ロシア・モスクワ出身でカザフスタンの女子テニス選手。現時点では、まだWTAツアーでシングルス・ダブルスともに優勝はない。WTAランキング最高位はシングルス27位。ミズノとスポンサー契約を結んでいる。「プティンツェワ」の表記揺れも多い。

## 来歴
13歳にしてロシアのジュニアランキングのトップに立ち、14歳以下のヨーロッパのランキングでもトップに立った。2010年全米オープンと2012年全豪オープンで18歳以下の大会であるジュニア部門のシングルスで準優勝している。
プチンツェワは2012年全仏オープンでシニアの4大大会予選に初挑戦した。2013年全豪オープンで初出場を果たし1回戦でクリスティナ・マクヘールに 6-1, 6-7(0), 6-2 で勝利し4大大会の初勝利を挙げた。
2016年全仏オープンでは4回戦で第12シードのカルラ・スアレス・ナバロを 7-5, 7-5 で破り初めて4大大会でベスト8に進出した。準々決勝では第1シードのセリーナ・ウィリアムズと対戦し 7-5, 4-6, 4-6 で敗れた。
2017年2月5日のサンクトペテルブルク・レディース・トロフィーでツアー初の決勝に進出した。決勝ではクリスティナ・ムラデノビッチに 2–6, 7–6(3), 4–6 で敗れ準優勝となった。大会後のランキングで自己最高の27位を記録している。
プチンツェワは2012年6月からカザフスタン国籍となった。ロシアからカザフスタンに国籍を変更した女子テニス選手はヤロスラワ・シュウェドワやガリナ・ボスコボワがいる。

## WTAツアー決勝進出結果

### シングルス: 2回 (0勝2敗)
| 大会グレード                  |
| ----------------------------- |
| グランドスラム (0–0)          |
| WTAファイナルズ (0–0)         |
| プレミア・マンダトリー (0–0)  |
| プレミア5 (0-0)               |
| WTAエリート・トロフィー (0-0) |
| プレミア (0–1)                |
| インターナショナル (0–1)      |

| 結果   | No. | 決勝日        | 大会                 | サーフェス   | 対戦相手                     | スコア           |
| ------ | --- | ------------- | -------------------- | ------------ | ---------------------------- | ---------------- |
| 準優勝 | 1.  | 2017年2月5日  | サンクトペテルブルク | ハード(室内) | クリスティナ・ムラデノビッチ | 2–6, 7–6(3), 4–6 |
| 準優勝 | 2.  | 2018年9月22日 | 広州                 | ハード       | 王薔                         | 1–6, 2–6         |

## 4大大会シングルス成績
略語の説明
| W | F | SF | QF | #R | RR | Q# | LQ | A | Z# | PO | G | S | B | NMS | P | NH |

W=優勝, F=準優勝, SF=ベスト4, QF=ベスト8, #R=#回戦敗退, RR=ラウンドロビン敗退, Q#=予選#回戦敗退, LQ=予選敗退, A=大会不参加, Z#=デビスカップ/BJKカップ地域ゾーン, PO=デビスカップ/BJKカッププレーオフ, G=オリンピック金メダル, S=オリンピック銀メダル, B=オリンピック銅メダル, NMS=マスターズシリーズから降格, P=開催延期, NH=開催なし.
| 大会           | 2012 | 2013 | 2014 | 2015 | 2016 | 2017 | 2018 | 2019 | 通算成績 |
| -------------- | ---- | ---- | ---- | ---- | ---- | ---- | ---- | ---- | -------- |
| 全豪オープン   | A    | 2R   | 1R   | 1R   | 3R   | 2R   | 2R   | 2R   | 6–7      |
| 全仏オープン   | LQ   | 2R   | LQ   | 2R   | QF   | 3R   | QF   |      | 12–5     |
| ウィンブルドン | A    | 1R   | A    | 2R   | 2R   | 1R   | 2R   |      | 3–5      |
| 全米オープン   | LQ   | A    | LQ   | 1R   | 2R   | 2R   | 1R   |      | 2–4      |